# Marcos Antonio González
Marcos Antonio González (* 16. Juli 2000) ist ein paraguayischer Leichtathlet, der sich auf den Sprint spezialisiert hat.

## Sportliche Laufbahn
Erste internationale Erfahrungen sammelte Marcos Antonio González im Jahr 2022, als er bei den Hallensüdamerikameisterschaften in Cochabamba mit neuem Landesrekord von 49,89 s den sechsten Platz im 400-Meter-Lauf belegte. Ende September belegte er bei den U23-Südamerikameisterschaften in Cascavel in 48,83 s den siebten Platz über 400 Meter und gelangte mit der paraguayischen 4-mal-400-Meter-Staffel mit 3:17,31 min auf Rang fünf. Kurz darauf erreichte sie bei den Südamerikaspielen in Asunción mit 3:22,74 min Rang sechs im Staffelbewerb und wurde in der Mixed-Staffel in 3:36,36 min Fünfter. Im Jahr darauf schied er bei den Südamerikameisterschaften in São Paulo mit 49,93 s im Vorlauf über 400 Meter aus und belegte mit der Mixed-Staffel in 3:39,54 min den vierten Platz. 2024 verpasste er bei den Hallensüdamerikameisterschaften in Cochabamba mit 49,49 s den Finaleinzug. Im Mai belegte er bei den Ibero-Amerikanischen Meisterschaften in Cuiabá in 3:17,30 min und 3:34,79 min jeweils den sechsten Platz mit der Männerstaffel und der Mixed-Staffel über 4-mal 400 Meter.

## Persönliche Bestleistungen
- 400 Meter: 48,83 s, 30. September 2022 in Cascavel
  - 400 Meter (Halle): 49,49 s, 27. Januar 2024 in Cochabamba (paraguayischer Rekord)